# Castello di Procoio
Il castello di Procoio o di Migiana (alle volte indicato come Procopio) è un insediamento fortificato sito a nord di Perugia, posto sopra al paesino di Migiana di Monte Tezio.

## Storia del castello

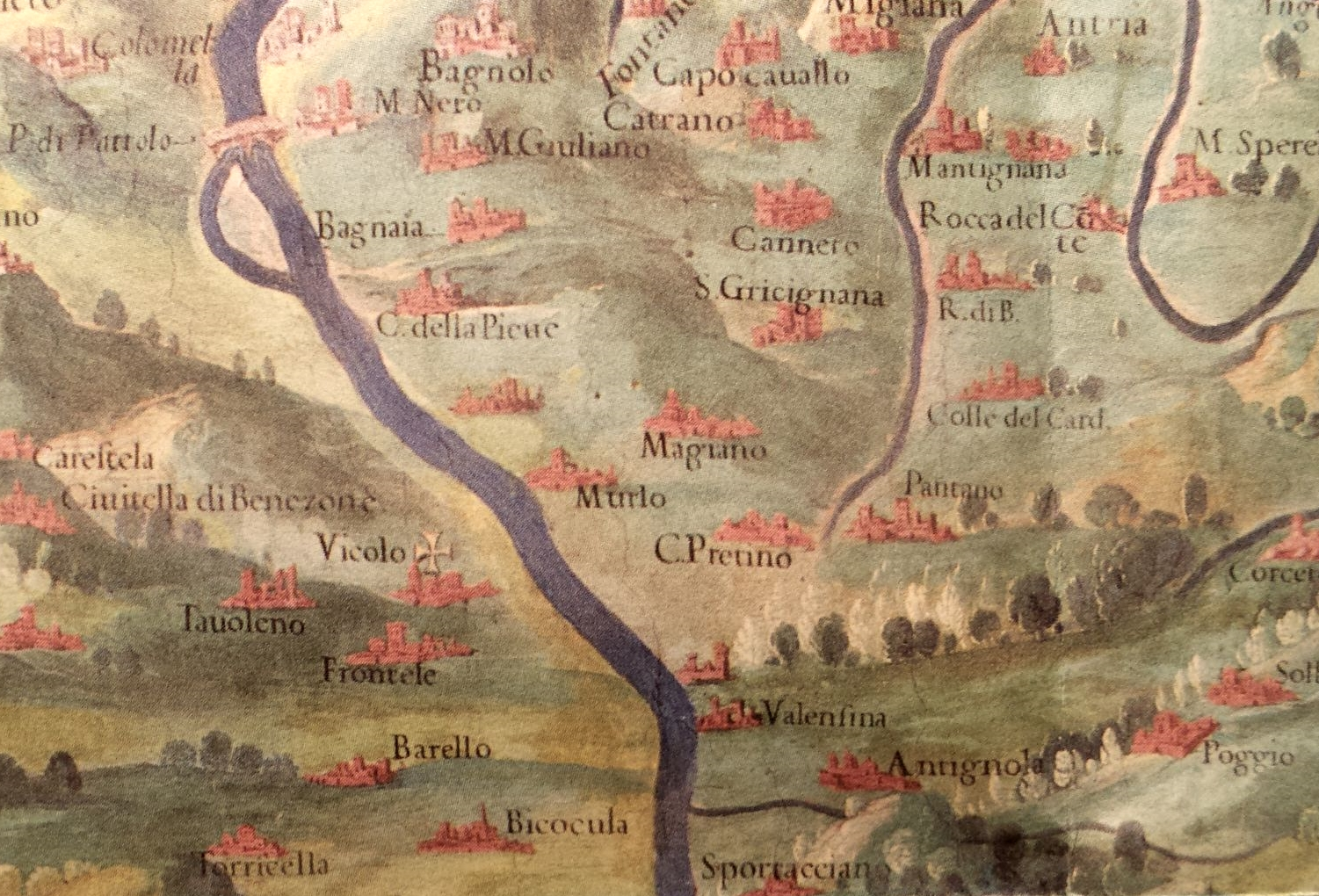
Contado Perugino nel 1580

Castello a pianta quadrata con due torri rotonde mozze situato sopra il paesino di Migiana di Monte Tezio.
Nel 1282 si trova villa Megiane superioris Montis Teuzi e ville Megiane S. Petri Montis Teuzi entrambe con 9 focolari.
Nel 1296 i magistrati perugini fecero costruire una fonte sul borgo di San Pietro di Migiana, che, tuttavia, un secolo più tardi (1380) non viene più citato nei documenti, probabilmente perché abbandonato.
Nel 1473 la comunità di Migiana di Monte Tezio fa ricorso all'aiuto del Comune di Perugia al fine di portare a compimento il castello la cui edificazione aveva già avuto inizio nel 1455. Gli uomini di Migiana chiedono ed ottengono dai priori e dai camerari delle arti la concessione di 30 fiorini.
Il documento è di particolare importanza perché ci dà la data di inizio dei lavori – 1455 – e perché ci mostra come ancora nel 1473 questi non siano giunti a totale compimento. Il 22 dicembre 1480 la comunità di Migiana torna di nuovo a supplicare il Comune di Perugia per una sovvenzione di altri 30 fiorini.
Il documento dell'11 agosto 1481 rivela che il castello attuale doveva essere quasi ultimato a spese degli abitanti della zona e di quei cittadini che vi avevano beni. In esso si lamenta il poco aiuto prestato dal Comune di Perugia, si chiede pertanto una sovvenzione per la costruzione di un pozzo (o di una fonte o di una conserva) così che il castello sia provvisto d'acqua e gli abitanti vi possano risiedere sicuri in momenti di pericolo.
Il castello rimase tuttavia incompiuto.
Ancora oggi, in corrispondenza degli angoli nord-est e nord-ovest, si osservano le predisposte ammorsature per le due torri mai costruite.
L'ingresso originale era quello situato sul lato est, la cui porta era sormontata da alcuni beccatelli dei quali si scorge traccia, realizzati a sostegno dell'apparato di difesa piombante (beccatelli, merli, caditoie).
Ancora oggi è comunque evidente il nucleo primitivo del castello, corrispondente all'angolo nord-ovest dello stesso, eretto nel XII^ secolo con lo scopo di controllare la sottostante strada che, partendo da Perugia, conduceva a Gubbio, passando per il castello di Murlo o per il castello di Pieve San Quirico.
Nella mappa catastale del 1728 è già individuato come Castel Vecchio.
È dotato di chiesina o cappella votiva dedicata a Sant'Eurasia, protettrice dei raccolti e della campagna in genere.

## Eventi
L'8 settembre 2014, l'attore americano Neil Patrick Harris ha annunciato via Twitter l'avvenuto matrimonio col compagno David Burtka. La cerimonia ha avuto valore puramente simbolico: difatti il matrimonio tra persone dello stesso sesso non è legale in Italia.